# Palm River-Clair Mel
Palm River-Clair Mel é uma Região censo-designada localizada no estado americano da Flórida, no Condado de Hillsborough.

## Demografia
Segundo o censo americano de 2000, a sua população era de 17.589 habitantes.

## Geografia
De acordo com o United States Census Bureau tem uma área de 30,3 km², dos quais 30,3 km² cobertos por terra e 0,0 km² cobertos por água.

## Localidades na vizinhança
O diagrama seguinte representa as localidades num raio de 16 km ao redor de Palm River-Clair Mel.